# Yodwicha Por.Boonsit
Yodwicha Por.Boonsit (születési nevén Komsan Tantakhob) (Nakhon Ratcsaszima, 1996. április 18. –) thaiföldi Muay Thai harcos, aki karrierje során a sportág egyik legsikeresebb versenyzőjévé vált. Számos jelentős bajnoki címet szerzett, köztük az Omnoi-, a Lumpinee- és a Rajadamnern Stadion bajnoki öveit – mindhárom a Muay Thai legnagyobb presztízsű versenyei közé tartozik. Kétszeres thaiföldi országos bajnok két súlycsoportban, továbbá IFMA-világbajnok és WBC szuperváltósúlyú bajnok. 2012-ben a Thaiföldi Sportírók Szövetsége az év harcosának választotta, amely a Muay Thai egyik legnagyobb egyéni elismerése.
Pályafutása során számos neves ellenfelet győzött le, többek között Saenchai PKSaenchaimuaythaigym-et, Singdam Kiatmuu9-t, Nong-O Kaiyanghadaogym-et, Petchboonchu FA Group-ot, Superbon-t, Shadow Singmawynn-t és Daniel Rodriguez-t.
Yodwicha kitartó munkával jutott fel a Muay Thai élvonalába, erős promóció nélkül is sorra győzte le ellenfeleit. Stílusa a clinchtechnikán (Muay Khao-n) alapul, ahol dominál, és fáradhatatlanul támad több meneten keresztül. Rendkívüli energiája és agresszív stílusa kiemelkedő. Harcai során gyakran alkalmaz térdeléseket, könyökfelütéseket és egyenes ütéseket, hogy kibillentse ellenfeleit egyensúlyukból.

## Karrier
2012. február 28-án Yodwicha legyőzte Pettawee Sor Kittichai-t pehelysúlyban, ezzel megszerezve az Omnoi Stadion bajnoki övét.
2012. március 29-én a Thaiföldi Sportújságírók az év bokszolójának választották, a díjat megosztva kapta a szintén tinédzser Sangmanee Sor Tienpóval.
2012. november 9-én, szuperpehelysúlyban Kongsak Sitboonmee ellen a Lumpinee Stadion bajnoka lett.
2013. április 9-én Yodwicha legyőzte Petchboonchu FA Groupot, és ezzel elhódította a thaiföldi könnyűsúlyú bajnoki címet.
2013. május 10-én a Lumpinee Stadionban pontozással legyőzte a legendás Saenchai PKSaenchaimuaythaigymet. A páros visszavágót tervezett 2013. június 7-re, de Saenchai egy hosszan elhúzódó nyaksérülés miatt kénytelen volt visszalépni a mérkőzéstől.
2014. január 7-én megnyerte a thaiföldi könnyűváltósúlyú bajnoki címet, amikor pontozással legyőzte Chamuaktong Sor Yupindát.
2015. augusztus 4-én Yodwicha megvívta első mérkőzését Európában. A francia Jimmy Vienot ellen küzdött a franciaországi Saint-Tropez-ben, és öt menet után pontozással nyert.
Yodwicha kétszeres 'Topking World Series' torna győztes, 2016-ban és 2017-ben. Első bajnoki címét pontozásos győzelemmel szerezte meg az orosz Arbi Emiev ellen, míg a második címét kiütéssel nyerte el a német Pascal Schroth ellen.
Yodwicha 2018-ban sikeresen kvalifikálta magát a thaiföldi válogatottba, könnyűközépsúlyban, Superbon legyőzésével. A Mexikóban megrendezett IFMA világbajnokságon bejutott a döntőbe, ahol legyőzte a fehérorosz Andrei Kulebint, és ezzel megszerezte az aranyérmet.
2020. február 23-án Yodwicha a második menetben kiütéssel legyőzte Satanfah Rachanon-t, és ezzel megszerezte a WBC Muaythai szuperváltósúlyú bajnoki címet.
2024. január 20-án kickboxban megnyerte az 'EM-Legend 45' tornát a 154 fontos súlycsoportban. A döntőben pontozással győzött a kínai harcos, Liu Lei ellen.
2024. március 30-án Yodwicha kiütéssel legyőzte Burak Poyrazt, és ezzel megszerezte a Rajadamnern Stadion ideiglenes szuperváltósúlyú bajnoki címét.
2024. június 15-én, a Kínában megrendezett 'EM-Legend 46' négyfős kickbox tornán Yodwicha az elődöntőben pontozással legyőzte az ISKA bajnokát, Matthew Stevens-t, amivel megszerezte az ISKA szuperváltósúlyú interkontinentális bajnoki címet, és bejutott a döntőbe. A fináléban egyhangú pontozással győzött a fehérorosz Dzianis Zuev ellen, és elnyerte az 'EM-Legend' kontinentális aranyövét.
Yodwicha következő mérkőzése 2024. október 19-én lesz Tapaokaew ellen, az 'RWS 24' váltósúlyú torna elődöntőjében.
Yodwicha 2024. november 14-én bemutatkozik a Karate Combat - Kickback 3 eseményén.
Yodwicha következő mérkőzésére 2025. január 18-án kerül sor a kínai Pengzhou városában az EM-Legend eseménysorozat keretében. A találkozó tétje a bajnoki cím megvédése.

## Címek
Omnoi Stadion
- 2012-ben az Omnoi Stadion pehelysúlyú bajnoka (126 font)

Lumpinee Stadion
- 2012-ben a Lumpinee Stadion szuperpehelysúlyú bajnoka (130 font)

Sports Writers Association of Thailand
- 2012-ben a Thaiföldi Sportújságírók Szövetsége az év harcosának választotta

Professional Boxing Association of Thailand (PAT)
- 2014-ben Thaiföld könnyűváltósúlyú bajnoka (140 font)
- 2013-ban Thaiföld könnyűsúlyú bajnoka (135 font)

Rajadamnern Stadion
- 2024-ben a Rajadamnern Stadion ideiglenes szuperváltósúlyú bajnoka (154 font)

Topking World Series
- 2017-ben a Topking World Series szuperváltósúlyú tornagyőztese (154 font)
- 2016-ban a Topking World Series szuperváltósúlyú tornagyőztese (154 font)

Army Games
- 2018-ban az Army Games könnyűközépsúlyú tornájának bajnoka (71 kg)

I.F.M.A. World Muaythai
- 2018-ban az I.F.M.A. Muaythai könnyűközépsúlyú világbajnoka (71 kg)

WBC Muaythai
- 2020-ban a WBC Muaythai szuperváltósúlyú bajnoka (154 font)

EM Legend
- 2024-ben az EM Legend szuperváltósúlyú tornagyőztese (154 font)
- 2024-ben az EM Legend szuperváltósúlyú tornagyőztese (154 font)

ISKA
- 2024-ben az ISKA interkontinentális szuperváltósúlyú bajnoka (154 font)